# Teucholabis (Euparatropesa) invenusta
Teucholabis (Euparatropesa) invenusta is een tweevleugelige uit de familie steltmuggen (Limoniidae). De soort komt voor in het Neotropisch gebied.